# Tivadar Lehoczky

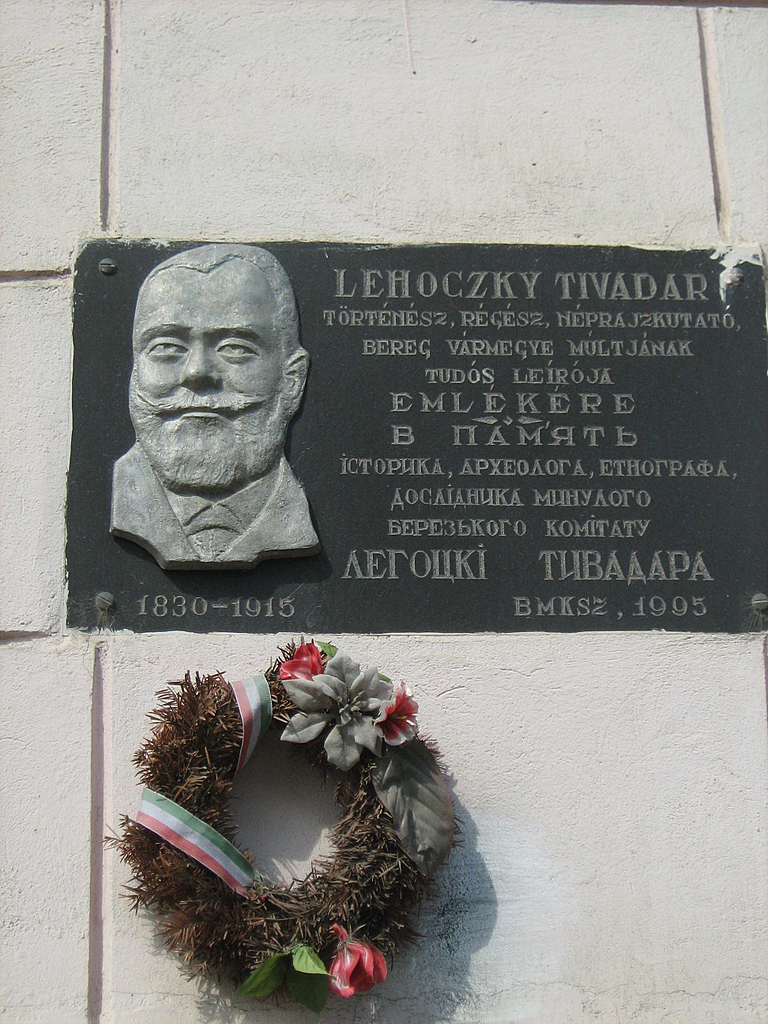
Pamětní deska v Berehovu

Tivadar Lehoczky (5. října 1830 Rijeka – 5. listopadu 1915 Mukačevo) byl maďarský právník, archeolog, etnograf a historik.

## Život
Narodil se v Rijece (tehdy Fiume), vystudoval piaristické gymnázium v Ružomberku, práva vystudoval v Košicích. V letech 1848 až 1849 se jako důstojník maďarské revoluční armády zúčastnil maďarské revoluce. Po potlačení revoluce se usadil v Mukačevu, kde pracoval jako právník. Od roku 1865 dělal hlavního právníka rozsáhlého schönbornského panství. Ve volném času se věnoval archeologii, etnografii a historii. V roce 1907 založil v Mukačevu historicko–archeologické muzeum.

## Dílo
Byl autorem více než tuctu monografií, z nichž některé jsou vícesvazkové, a více než 300 vědeckých článků. Jeho nejvýznamnějším dílem je třísvazková Beregvármegye monographiája.
- 1864 Magyar-orosz népdalok. Sárospatak.
- 1868 Tót népdalok. Pest.
- 1876 Bereg vármegye leírása I. Budapest.
- 1876 Magyar-orosz közmondások.
- 1881/1882 Beregvármegye monographiája. Ungvár
- 1892 Adatok hazánk archaeologiájához, különös tekintettel Bereg vármegyére és környékére I. - Az őskortól a magyarok bejöveteléig. Munkács (ism.1893: Századok, Archaeologiai Értesítő, Élet). Online
- 1897 Germánok emlékei Munkácsnál.
- 1899 Beregmegye és a munkácsi vár 1848-1849-ben. Munkács.
- 1904 A beregmegyei görögszertartású katholikus lelkészségek története a XIX. század végéig. Munkács.
- 1907 Munkács város új monografiája.
- 1912 A munkácsi vár rövid története.
- A szolyvai hun sír. Arch. Ért. III, 201-206.
- Kézirata: Beregvármegye leírása új adatok alapján (rukopis)